# Nellysford (Virginia)
Nellysford es un lugar designado por el censo situado en el condado de Nelson, Virginia  (Estados Unidos). Según el censo de 2010 tenía una población de 1.076 habitantes.

## Demografía
Según el censo de 2010, Nellysford tenía una población en la que el 95,2% eran blancos; el 2,9% afroamericanos; el 0,1% eran indios americanos y nativos de Alaska; el 0,7% eran asiáticos; el 0,0% hawaianos y otros isleños del Pacífico; el 0,5% de otra raza, y el 0,7% a partir de dos o más razas. El 0,7% del total de la población eran hispanos o latinos de cualquier raza.